# Micropachycephalosaurus

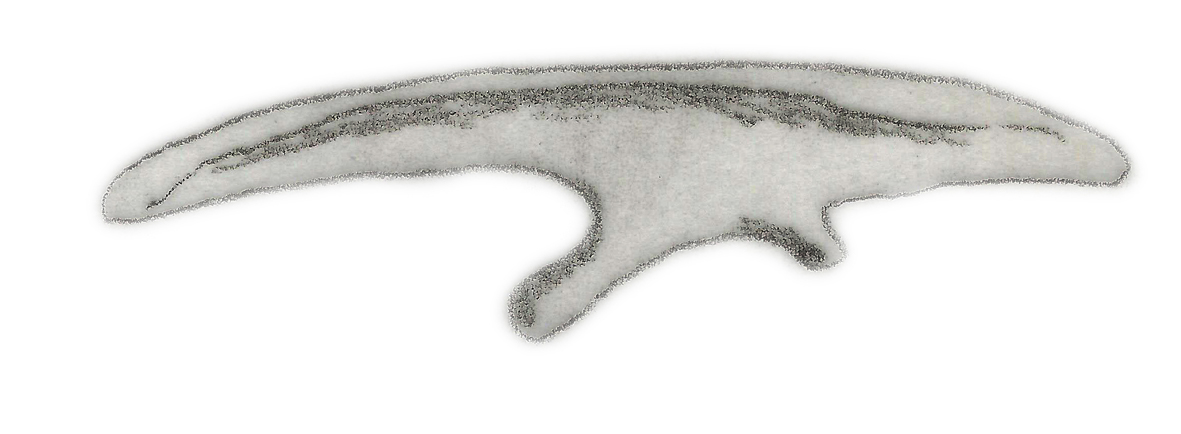
Het darmbeen van Micropachycephalosaurus, ten dele slechts als afdruk bewaard

Micropachycephalosaurus is een geslacht van plantenetende ornithischischedinosauriërs uit de groep der Cerapoda.
Micropachycephalosaurus hongtuyanensis is de naam die door Dong Zhiming in 1978 gegeven werd aan fragmentarisch fossiel materiaal, holotype IVPP V 5542, bij Laiyang gevonden in een laag uit het late Krijt van China dat hij interpreteerde als afkomstig van een klein (mikros) lid van de Pachycephalosauria, een onderverdeling van de dinosauriërs. Het fossiel kwam uit de Wangshiformatie (late Campanien) van de provincie Shandong. Het omvatte delen van de schedel (linkerquadratum, twee tandrijen, en basioccipitale van de onderste hersenpan), drie achterste ruggenwervels, twee sacrale wervels, delen van zeven staartwervels en een gedeelte van de linkerachterpoot, met een stuk linkerdarmbeen, een goed bewaard dijbeen en het bovenstuk van een scheenbeen. Tijdens het opgraven is veel materiaal verkruimeld, zodat van sommige stukken alleen impressies in het omvattende gesteente over zijn.
Later onderzoek concludeerde dat de resten niet alleen geen unieke soortkenmerken hadden (zogenaamde autapomorfieën) maar zelfs de exclusieve kenmerken (synapomorfieën) van de Pachycephalosauria misten. Aangezien de overblijfselen in zo'n slechte staat verkeren dat ze hoogstwaarschijnlijk niet diagnostisch zijn — ze zouden dus nooit met enige waarschijnlijkheid in verband gebracht kunnen worden met toekomstige vondsten — werd de naam beschouwd als een nomen dubium. Een revisie uit 2009 door Richard Butler, al voorgepubliceerd in april 2008, was echter optimistischer en wees op unieke en opvallende lengtegroeven op de onderzijde van de wervelcentra van de achterste rug als onderscheidend kenmerk; hij concludeerde dat het een geldig taxon betrof en tot een meer algemene plaatsing ergens in de Cerapoda, met een iets grotere waarschijnlijkheid dat het een lid van de Ceratopia betreft dan een pachycephalosauriër of een euornithopode. De geschatte lengte werd door Butler herzien van de vijftig à zestig centimeter waarop Dong het schatte, wat het tot misschien de kleinste bekende ornithischiër zou hebben gemaakt, naar een meter, gezien de dijbeenlengte van 121 millimeter.
In 2011 viel Micropachycephalosaurus in de kladistische analyse door Butler uit als een basaal lid van de Ceratopia.